# 阿里·施特恩费尔德
阿里·阿布拉莫维奇·施特恩费尔德（俄语：Ари Абрамович Штернфельд，1905年5月14日—1980年7月5日）是一位出生波兰的犹太裔工程师，现代航天科学创始人之一。1905年5月14日出生于波兰罗兹省谢拉兹镇，后来迁入俄罗斯帝国卡利什省，曾就学于波兰和法国，从1935年止1980年去世前一直工作在莫斯科，他是首位论述了双椭圆轨道转移技术理论之人。月球的斯滕菲尔德环形山则以此人的名字命名。